# Các bí danh của Donald Trump

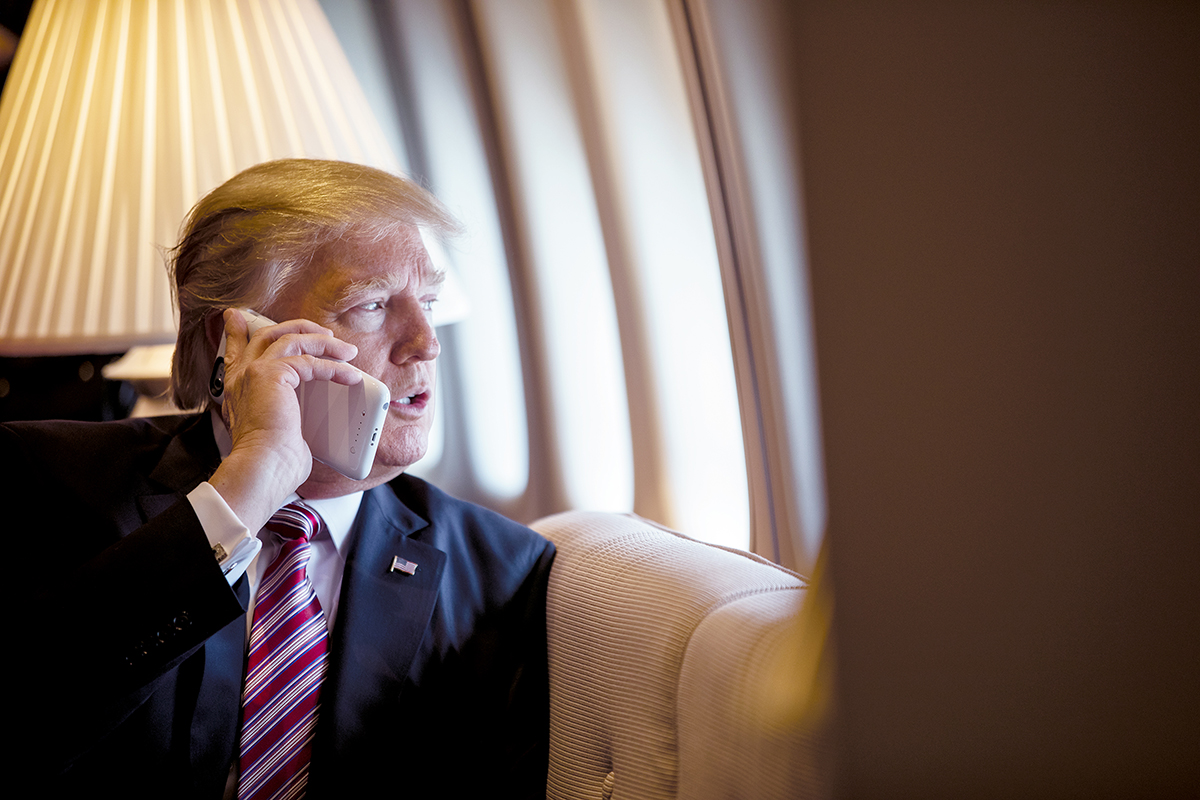
Tổng thống Trump đang gọi điện thoại vào năm 2017. Ông đã từng dùng các bí danh trong các cuộc phỏng vấn qua điện thoại trong suốt khoảng thời gian từ thập niên 1980 tới thập niên 1990

Doanh nhân, chính trị gia người Mỹ, và Tổng thống thứ 45 của Hoa Kỳ, Donald Trump, đã từng sử dụng một vài bí danh, trong đó bao gồm "John Barron" (hay "John Baron"), "John Miller" và "David Dennison". Việc ông thường xuyên phát biểu tới truyền thống với danh tính của một người phát ngôn đã được mô tả là "một bí mật mở" tại The Trump Organization và trong giới truyền thông New York. Một vài nhà biên tập báo ở New York kể lại rằng "các cuộc gọi từ Barron đã ở mức quá phổ biến tới nỗi mà chúng đã trở thành một trò đùa trong giới báo chí thành phố." Một người viết báo cho Fortune đã cho biết cha của Trump là Fred Trump đã từng dùng bí danh Ngài Green trong các buổi đàm phán.

## "John Barron" (thập niên 1980)
Trump đã sử dụng bí danh "John Barron" (đôi khi còn viết là "John Baron") trong suốt thập niên 1980, với lần sử dụng đầu tiên được biết tới là vào năm 1980 và lần cuối vào năm 1990. John Baron (thủ vai bởi Frank Sinatra) là tên của một nhân vật chuyên khủng bố một thị trấn trong lúc lên kế hoạch ám sát tổng thống Hoa Kỳ trong bộ phim năm 1954 Suddenly.
The Washington Post cho biết cái tên này là "biệt danh thường được đụng đến nhất khi [Trump] đang gặp khó khăn, cần một người đại diện thay thế mạnh mẽ hoặc nếu không thì khi ông muốn truyền đi một thông điệp mà không phải đưa cả tên ông ấy vào đó". Barron sẽ được giới thiệu là một người phát ngôn cho Trump.
Bí danh này xuất hiện lần đầu tiên trong một bài viết ngày 6 tháng 6 năm 1980 của New York Times về quyết định phá hủy hai bức tượng chạm khắc mà ông Trump đã hứa tặng cho Viện bảo tàng Mỹ thuật Metropolitan. "Barron", tự giới thiệu mình là "một phó giám đốc tại Trump Organization", đã đóng làm người phát ngôn cho Trump trong ba ngày cho vụ việc này. Trump thi thoảng tiếp tục sử dụng tên "Barron" từ đó tới hết thập niên. Vào năm 1983, "Barron" đã thông báo với báo chí rằng Trump đã quyết định không mua lại Cleveland Indians.
Vào tháng 5 năm 1984, "Barron" đã nói dối với Jonathan Greenberg, khi đó là phóng viên của Forbes, về khối tài sản của Trump để đưa ông vào danh sách Forbes 400. "Barron" nói với Greenberg rằng "hầu hết tài sản [của cha Donald là Fred Trump] đã được chuyển cho Ông [Donald] Trump." Vào tháng 4 năm 2018, Greenberg đã lấy được và công khai đoạn ghi âm gốc cuộc nói chuyện của mình với "Barron", và cho biết "Trump, thông qua con rối [Barron] này, đã nói với tôi rằng ông ta sở hữu 'hơn 90 phần trăm'" tài sản của Fred Trump. Rốt cuộc, Greenberg đã đưa Trump vào cuối danh sách Forbes 400 với giá trị 100 triệu USD, bằng một phần năm khối tài sản 500 triệu USD mà "Barron" nói là tổng giá trị tài sản ròng của Donald Trump. Theo Greenberg, Donald Trump chỉ mới sở hữu chưa đến 5 triệu USD, ít hơn 5% tổng giá trị tài sản ròng được Forbes công nhận là của ông và ít hơn 1% tổng giá trị mà "Barron" đã cho biết. Greenberg đã đính chính lại tuyên bố của mình, cho biết rằng theo các tài liệu của tòa án nhiều năm sau, Donald Trump chưa từng sở hữu bất kì tài sản nào của Fred Trump cho tới tận năm 1999 sau khi Fred qua đời, và kể cả khi đó, ông chỉ được thừa kế phần tài sản mà Fred để lại cho riêng ông, trong đó ba người anh chị em của Donald Trump và một vài người cháu được hưởng số tài sản tương ứng với mỗi người.
Cũng vào năm 1984, "Barron" đã trấn an báo chí về việc chấm dứt kế hoạch xây dựng tòa nhà Trump Castle ở New York vào năm 1984. Vào năm 1985, "Barron" thúc giục các ông chủ của các đội tại Liên đoàn Bóng bầu dục Hoa Kỳ trả lại một phần chi phí cho Trump đối với một cầu thủ đắt giá.
Trump đã ngừng sử dụng bí danh này sau khi ông bị buộc ra làm chứng trước tòa về cáo buộc "John Barron" thực ra là một bí danh của ông. The Washington Post cho rằng Trump có thể đã dùng bí danh này lâu hơn nếu không phải vì "vụ kiện mà ông phải làm chứng, phải hứa sẽ nói sự thật vào năm 1990, rằng 'Tôi tin rằng thi thoảng tôi có dùng tên đó'".

## "John Miller" (1991)
Vào năm 1991, một phóng viên của People tiến hành phỏng vấn ông Trump về cuộc li hôn của ông với Ivana và những tin đồn cho rằng ông có dính líu tới những phụ nữ khác. Cô được gọi lại bởi một người quản lý tự xưng là "John Miller", và hai người đã có một cuộc phỏng vấn dài về chuyện tình ái của Trump ("Ông ấy là người tốt, ông ấy sẽ không làm hại ai cả.. . . Ông ấy đối xử với vợ mình rất tốt. . . ông cũng sẽ đối xử tốt với Marla."), sự hấp dẫn của ông với phụ nữ, và tài sản của ông. Người phóng viên khi đó đã thấy "Miller" nghe rất giống như Trump, và đã phát lại đoạn băng cho một vài người biết Trump và đều đồng ý rằng đó chính là Trump. Người phóng viên này nói rằng Trump sau đó đã nói với bà rằng đó là một "trò đùa hỏng".
Vào năm 2016, The Washington Post đã nhận được một bản sao của đoạn băng và đưa tin rằng Trump đang sử dụng bí danh. Trump bác bỏ cáo buộc này, nói rằng "Người trên điện thoại không phải tôi." Sau đó, khi một phóng viên hỏi Trump xem ông đã bao giờ tuyển một người phát ngôn có tên là John Miller, ông cúp máy.

## "David Dennison" (2016)
Cái tên "David Dennison" được dùng làm bí danh cho Trump bởi luật sư riêng Michael Cohen trong một thỏa thuận không tiết lộ năm 2016 trước bầu cử với nữ diễn viên phim khiêu dâm Stormy Daniels (tên khai sinh là Stephanie Gregory Clifford và được ghi trong các tài liệu là Peggy Peterson) về cáo buộc của cô cho rằng cô và Trump đã có quan hệ ngoài hôn nhân vào năm 2006. Keith Davidson là đại diện pháp lý của Stormy Daniels trong thỏa thuận đó, mặc dù đại diện pháp lý hiện tại của cô bây giờ cáo buộc rằng Davidson là một điệp viên hai mang đã làm việc với cả Trump và Cohan trong suốt thời gian đó, chống lại lợi ích pháp lý của Stormy Daniels, vi phạm đạo đức nghề nghiệp và luật hình sự.
Chính bí danh này cũng được sử dụng sau đó trong một thỏa thuận tương tự trước bầu cử năm 2016 về khoản thanh toán đòi người mẫu khiêu dâm Playboy Playmate là Shera Bechard phải giữ im lặng về một mối quan hệ ngoài hôn nhân, khiến cho cô mang bầu và buộc phải đi phá thai. Thỏa thuận đó cũng được soạn bởi luật sư riêng của Trump, Michael Cohen, trong khi Bechard cũng được đại diện bởi Keith Davidson từng tham gia đàm phán trong thỏa thuận của Stormy Daniels với Trump. Khi tin tức về thỏa thuận với Bechard được đưa ra, nhóm của Cohen đã nói rằng "David Dennison" trong thỏa thuận với Bechard là Elliott Broidy, cựu chủ tịch tài chính Ủy ban Quốc gia Đảng Cộng hòa của Trump. Tuy nhiên, trong các phiên làm thủ tục của phiên xét xử một vụ án không có liên quan chống lại Cohen ở New York (nơi thẩm phán đã trao quyền được khởi kiện cho Michael Avenatti với vụ của Stormy Daniels), người đại diện pháp lý của Cohen bị buộc phải thừa nhận Cohen chỉ có ba khách hàng pháp lý trong hơn một thập kỷ, bao gồm cả khoảng thời gian Cohen tạo ra thỏa thuận mà họ lúc đầu nói với truyền thông là dành cho Broidy. Tuy vậy, ba khách hàng pháp lý được Cohen tiết lộ trước tòa, chỉ gồm có Donald Trump, The Trump Organization, và nhà bình luận chính trị Sean Hannity, không hề có Elliott Broidy. Michael Avenatti từ đó đã cảnh báo Trump thông qua truyền thông không được đưa ra những tuyên bố sai sự thật liên quan khách hàng của ông trong vụ tranh chấp với Trump. Không trực tiếp nhắc tên Donald Trump, Avenatti cảnh báo Trump rằng ông đã biết được về bằng chứng cho thấy người được gắn cái tên "David Dennison" được dùng trong thỏa thuận không phải là Broidy, mà là một trong ba khách hàng pháp lý của Cohen được tiết lộ trước tòa. Tuyên bố này ám chỉ rằng, vì một trong ba khách hàng này là một tập đoàn, "David Dennison" chỉ có thể là Trump hoặc Hannity. Tuy nhiên, Hannity trước đó đã cho biết Cohen chưa bao giờ đại diện cho ông trong bất cứ vấn đề nào liên quan tới bên thứ ba.
Trong tạp chí New York, giáo sư luật của Đại học Colorado là Paul Campos cho rằng thỏa thuận "David Dennison" của Bechard là một âm mưu hình sự để che giấu khoản hối lộ được dàn xếp giữa Trump, Broidy, người đại diện pháp lý của Trump là Cohen, và kể cả người đại diện pháp lý của Bechard là Davidson chống lại khách hàng của chính ông trong một cuộc trao đổi giữa những người này, trong lúc đó đồng thời giữ Bechard im lặng. Campos cho rằng nhà gây quỹ tỉ phú đảng Cộng hòa Broidy chỉ là chuyên gia tài chính cho khoản thanh toán 1,6 triệu USD cho Bechard thay mặt Trump, trong khi Keith Davidson, là người đại diện pháp lý cho Bechard, là một tên hai mang làm việc cho Trump và Cohen. Ngoài việc đại diện pháp lý hiện tại của Stormy Daniels cho rằng Davidson đã phản bội lại chính khách hàng của mình, Davidson cũng có tham gia vào một thỏa thuận trước bầu cử năm 2016 khác giữa người mẫu Playboy Playmate Karen McDougal và công ty mẹ của The National Enquirer là American Media Inc. về mối quan hệ kéo dài 10 tháng của cô với Trump vào năm 2006, thực chất là một vụ việc được cho là được dàn xếp với sự giúp đỡ của Davidson chống lại chính khách hàng của ông ta là McDougal nhằm đem lợi cho Trump. Cuộc trao đổi giữa Broidy và Trump trong thỏa thuận với Bechard là do Broidy có một vài thương vụ có lợi đang được tiến hành với các chính phủ nước ngoài, các thương vụ này phụ thuộc vào ảnh hưởng của ông lên Trump để đảm bảo việc kinh doanh của Broidy với các chính phủ toàn thế giới được thuận lợi. Việc quản lý tài chính của Broidy với khoản thanh toán vội vàng này, nếu cần thiết, sẽ buộc Trump phải từ bỏ danh tính "David Dennison", vì phần giấy tờ gian dối được tạo ra với danh tính này để giải thích một cách sai lệch tại sao Elliot, chứ không phải Trump, đã trả tiền cho Bechard. Chính khoản thanh toán đó, theo Campos, chứng minh cho nhận định của ông rằng Broidy trả tiền cho Bechard để hối lộ Trump, bởi thay vì khoản thanh toán được Broidy trả trực tiếp cho Bechard, hay thông qua Cohen (là luật sư riêng của Trump chứ không phải Broidy), nó cũng được dẫn qua Essential Consultants LLC, cùng công ty trách nhiệm hữu hạn mà Cohen đã tạo ra để thuận tiện cho việc thanh toán với vụ của Stormy Daniels nhằm che giấu cho Trump. Campos cũng cho rằng Broidy không có lý do gì phải trả Berchard nếu ông không bị cáo buộc là bố của đứa trẻ Bechard đã phá, khi mà ông không có lợi ích chung nào ngoài những tuyên bố trước đó về việc ông hối lộ các quan chức. Andrew Prokop của Vox.com đã chỉ ra rằng Broidy từng được biết tới là đã trả cho nhiều người tình của các quan chức như một cách để hối lộ các quan chức này. Giữa năm 2004 và 2005, Broidy đã trả hơn 90.000 USD cho bạn gái của một quan chức cấp cao trong Văn phòng Cố vấn Đặc biệt Hoa Kỳ để chi trả cho chi phí ăn ở và viện phí của cô này, cùng với số tiền 5.500 USD một tháng cho một người thân của cô, tương đương với thêm 44.000 USD nữa được che giấu thông qua một thỏa thuận cho vay giữa Broidy và người nhà này.